# Marquard Media Gruppe
Die Marquard Media Gruppe ist ein Medienkonzern mit Sitz in Baar in der Schweiz. Den Kern bildet die Marquard Media Group AG. Der Konzern vertreibt ca. 40 Publikationen im deutschsprachigen Raum, Polen und Ungarn. Die Marquard Media Gruppe beschäftigt rund 450 Mitarbeiter.

## Geschichte
Die Marquard Media Gruppe wurde vom Verleger Jürg Marquard gegründet, der die Gruppe bis 2025 kontrollierte. Den Grundstein zur Produktepalette legte Marquards Zeitschrift Pop, aus welcher nach der Fusion mit anderen Jugendmagazinen die Zeitschrift Pop Rocky hervorging. Den Durchbruch im deutschsprachigen Zeitschriftenmarkt schaffte Marquard 1981 mit der Zeitschrift Cosmopolitan.
1988 lancierte Jürg Marquard mit den ungarischen Versionen von Popcorn und Mädchen als erster westlicher Verleger private, regelmäßig erscheinende Zeitschriften hinter dem damals noch existierenden „eisernen Vorhang“. In den folgenden Jahren dehnte die Marquard Media Gruppe ihre Aktivitäten durch den Kauf von bestehenden Tageszeitungen in Ungarn und Polen sowie durch die Gründung weiterer Zeitschriften in Osteuropa aus.
1999 wurde die Gruppe neu ausgerichtet und stärker auf das Premium-Zeitschriften-Segment fokussiert. Die Jugend- und Musikzeitschriften wurden an den Axel Springer Verlag verkauft, die ungarischen Tageszeitungen an den Ringier Verlag und die polnische Rollenoffsetdruckerei an Baring Private Equity Partners.
Im Anschluss an diese Konsolidierungsphase begab sich Marquard Media erneut auf Expansionskurs. Neben anderen Akquisitionen wurde namentlich die polnische VIPress mit den Titeln Playboy und Voyage übernommen und in die Gruppe integriert.

## Marquard Media heute
Im Sommer 2005 sicherte sich Marquard Media mit einem öffentlichen Übernahmeangebot an der damals börsennotierten Computec Media AG eine 95,1 %-Beteiligung, welches unter anderem Publikumszeitschriften im Bereich Electronic Entertainment und Multimedia herausgibt. Dazu wurde die 4Players GmbH der Marquard Media Gruppe unterstellt.
Ende 2007 übernahm der Schweizer Verlag den Männertitel Maxim von der Axel Springer AG. Mit der Mai-Ausgabe 2009 ist der Titel jedoch eingestellt worden.
Heute verlegt Marquard Media in Deutschland, in der Schweiz, in Ungarn und in Polen insgesamt ca. 40 Print-Publikationen und ist in weiteren Ländern mit Lizenzausgaben präsent. Der stark wachsende Online-Bereich umfasst im deutschsprachigen Raum nach eigenen Angaben rund 20 Websites und Portale.
Im Mai 2012 wurden die deutschen Ausgaben von Cosmopolitan und Shape sowie die Zeitschrift Joy inklusive aller Auslandslizenzen an die Bauer Media Group verkauft.
Im Oktober 2016 erwarb Marquard die ungarische Tageszeitung Népszava.
Am 14. Januar 2025 wurde der Verkauf der Marquard Group an das Management bekanntgegeben.